# Waverly (Missouri)
Waverly è un comune degli Stati Uniti d'America, situato nello Stato del Missouri, nella contea di Lafayette.